# Øivind Holmsen
Øivind Josef Holmsen (* 28. April 1912 in Christiania, heute Oslo; † 23. August 1996 ebenda) war ein norwegischer Fußballspieler.

## Karriere

### Verein
Holmsen verbrachte seine gesamte Spielerkarriere bei Lyn Oslo, wo er von 1932 bis 1946 spielte. Mit diesem Verein wurde er 1938 norwegischer Vizemeister. 1945 und 1946 gewann er mit Lyn den norwegischen Fußballpokal.

### Nationalmannschaft
Zwischen 1934 und 1945 bestritt Holmsen 36 Länderspiele für Norwegen, in denen er ohne Torerfolg blieb.
Bei den Olympischen Spielen 1936 in Berlin kam er im Viertelfinalspiel gegen Deutschland, im Halbfinale gegen Italien sowie im Spiel um die Bronzemedaille gegen Polen zum Einsatz.
Anlässlich der Fußball-Weltmeisterschaft 1938 in Frankreich wurde Holmsen in das norwegische Aufgebot berufen. Dort stand er in der Mannschaft, die dem späteren Weltmeister Italien im Achtelfinale knapp mit 1:2 nach Verlängerung unterlag und aus dem Turnier ausschied.

## Erfolge
- Olympische Bronzemedaille: 1936
- Norwegischer Pokalsieger: 1945 und 1946